# Космополитизъм
Вижте пояснителната страница за други значения на Космополитизъм.
Космополитизмът (от старогръцки: κοσμοπολίτης, „гражданин на света“) е възглед за света, според който всички хора, независимо от етническата си принадлежност, са част от общност, основана на споделени морални ценности.
Космополитното общество може да бъде базирано на общи морални ценности, общи икономически интереси или политическа структура, обхващаща различни държави. В космополитното общество хора от различни места, формират взаимоотношения базирани на взаимно уважение.
Различни градове и местности, минали и настоящи се определят като „космополитни“, което не означава, че всички жители на въпросните места съзнателно подкрепят тази философия. Вместо това някои места са наречени „космополитни“, просто заради наличието на хора от различен етнически, културен или религиозен произход, които живеят в близост и си взаимодействат.
Произходът на думата предлага създаването на космо (от древногръцкото "κόσμος", означаващо свят) и полис ("πολίτης", значещо гражданин) или световна държава за цялото човечество. Терминът е близък до идеите за глобализъм и интернационализъм.